# Légion romaine
Ne pas confondre avec la légion d'Antibes, troupe au service du pape au XIXe siècle parfois appelée « légion romaine ».
Pour les articles homonymes, voir Légion.
La légion — en latin legio, -onis, f., du verbe lego, -is, -ere, « lever (une troupe) » — est l'unité de base de l'armée romaine de l'époque de la Rome antique jusqu'à la fin de l'Empire romain.
Durant douze siècles (de 753 av. J.-C. à 476 ap. J.-C. ), les effectifs et la composition des légions romaines ont beaucoup varié. Ces modifications ne concernent pas que les légions composées de légionnaires mais également les auxiliaires, les cohortes prétoriennes, les cohortes urbaines et la marine romaine.
Grâce à ses très nombreux succès militaires, que ce soit sous la royauté, la république ou l'empire, la légion a longtemps été considérée comme un modèle à suivre en matière d'efficacité et de potentiel en termes de tactique militaire.

## Historique

### Époque royale

#### Prémices de l'époque royale

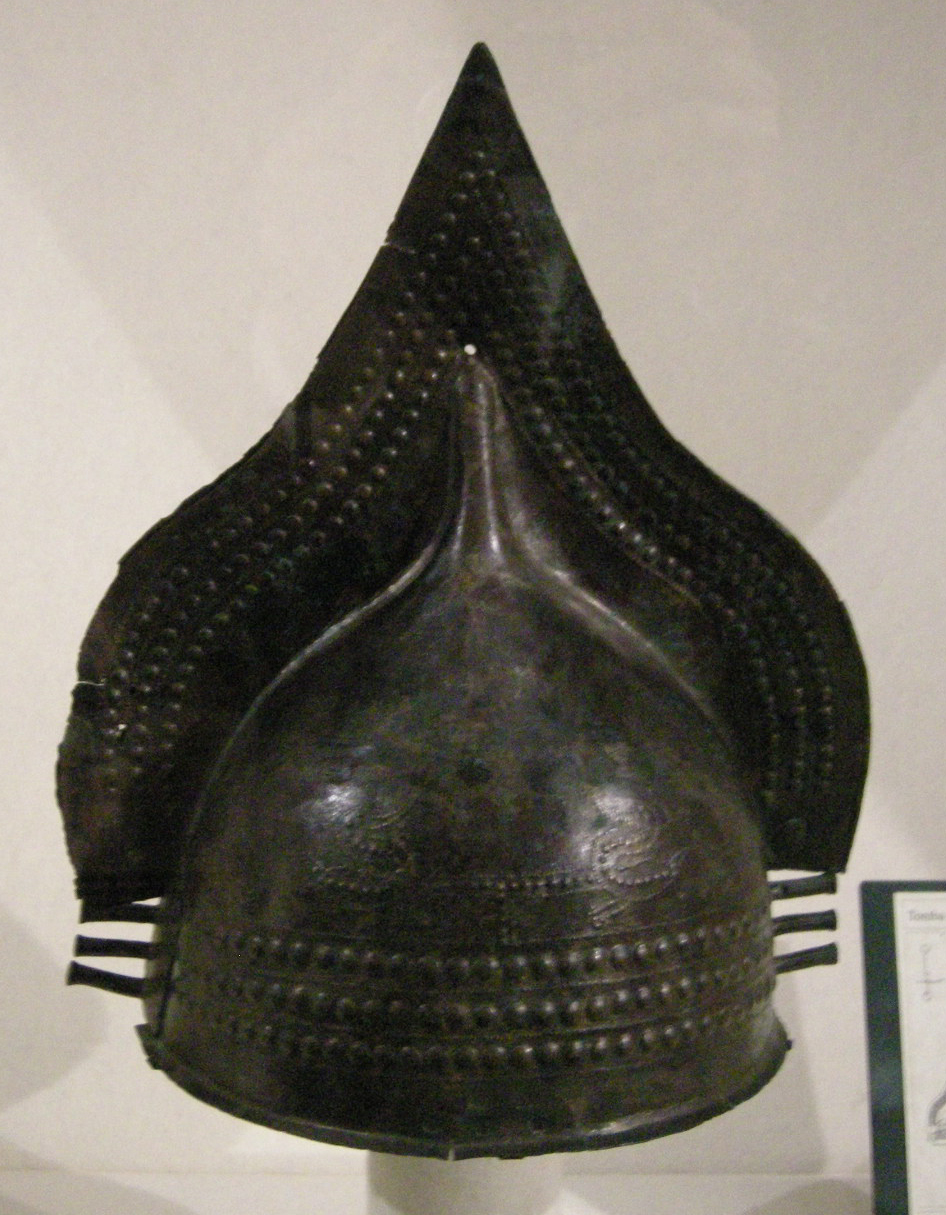
Casque typique de l'époque de la royauté romaine, provenant du musée Guarnacci à Volterra.

Selon la légende, Romulus aurait créé la légion romaine en se servant comme modèle de la phalange grecque. Il commença par diviser la population apte aux armes en contingents militaires. Chaque contingent militaire était formé de 3 000 fantassins et 300 cavaliers choisis parmi la population. Il donna à ces contingents militaires le nom de légion.
Les 3 000 fantassins (pedites) et 300 cavaliers (equites) étaient enrôlés parmi les trois tribus (1 000 fantassins et 100 cavaliers dans chaque tribu) qui formaient la population primitive de Rome : les Ramnes (qui tirent leurs noms de Romulus), les Tities (de Titus Tatius) et les Luceres.

À l'époque monarchique, les légions étaient composées de citoyens romains dont l'âge était compris entre 17 et 46 ans, et qui pouvaient payer le coût de leur armement.
La légion est disposée en trois lignes dans le style des phalanges traditionnelles, avec la cavalerie sur les flancs.

Chaque ligne de 1 000 hommes était commandée par un tribun militaire, tandis que les escadrons de cavalerie dépendaient du tribun celeres.

Le roi assumait le commandement de toute l'armée. Il avait aussi le devoir de dissoudre l'armée à la fin d'une campagne.
Sur la base des découvertes archéologiques récentes, on a constaté que la première armée romaine, celle de l'époque de Romulus, était constituée par des fantassins qui avaient adopté la manière de combattre et l'armement de la culture de Villanova des voisins étrusques. Les guerriers se battaient pour la plupart à pied, avec des lances, des javelots et des épées (les lames étaient généralement en bronze et, en de rares cas, en fer) d'une longueur variant de 33 à 56 cm), des poignards (avec des lames de longueur comprise entre 25 et 41 cm) et des haches.

Seuls les plus riches pouvaient se permettre une armure composée d'un casque et d'une cuirasse ; les autres se contentaient d'une petite protection rectangulaire sur la poitrine, devant le cœur, de dimensions d'environ 15 à 22 cm.

Les boucliers étaient de dimensions variables, souvent comprises entre 50 et 97 cm) et de forme généralement ronde. Ils étaient appelés clipeus mais cette appellation fut délaissée, selon Tite-Live, à la fin du Ve siècle avant notre ère. Plutarque raconte qu'une fois les Romains et les Sabins réunis, Romulus introduisit les boucliers de type sabin, en abandonnant le précédent bouclier de type argos et en modifiant les précédentes armures.
Lorsque Rome s'agrandit et que les Romains s'unirent aux Sabins, Romulus décida de doubler l'effectif des troupes romaines (6 000 fantassins et 600 cavaliers).
Romulus semble avoir constitué une garde personnelle de trois cents cavaliers appelée celeres. Elle fut supprimée par Numa Pompilius.

C'est en 27 av. J.-C., sous Auguste, que ces soldats seront réorganisés en "cohorte prétorienne" .

#### La réforme de Tarquin l'Ancien
La réforme de Tarquin l'Ancien, cinquième roi de Rome, concerna seulement la classe des cavaliers. Le roi décida de doubler le nombre de cavaliers en ajoutant, au-delà des Ramnenses, des Titienses et des Luceres, d'autres centuries auxquelles il donna un nom différent.

Les trois nouvelles centuries furent qualifiées de posteriores ou sex suffragia.

À l'époque de Tarquin l'Ancien, les equites étaient constitués de 1 800 cavaliers. La réforme institua aussi l'habillement que devaient avoir les fils des cavaliers afin de les démarquer des citoyens ordinaires : il leur fut accordé le droit de mettre la toge prétexte. Avec cette réforme, Tarquin l'Ancien voulait récréer les Celeres, projet auquel Attus Navius s'opposa. Le roi décida de contourner l'opposition d'Attus Navius en augmentant le nombre d'equites au lieu de créer un corps spécial de cavaliers comme au temps de Romulus[réf. nécessaire].

#### La réforme de Servius Tullius
À l'époque monarchique fut effectuée, selon la tradition par Servius Tullius, sixième roi de Rome, une réforme monétaire qui divisa l'ensemble de la population romaine en cinq classes (six classes selon certaines sources). Ces classes furent à leur tour divisées en trois catégories : seniores (plus de 46 ans), iuniores (entre 17 et 46 ans : les plus susceptibles de se battre) et pueri (âgés de moins de 17 ans) ; les individus qui se situaient dans la première classe, et qui étaient donc les plus riches pouvaient se permettre l'achat d'équipement (le coût de la taxe sur les armes étant établi sur la base du cens) d'un légionnaire, pendant que les classes inférieures avaient un armement de plus en plus léger. L'armée servienne avait besoin d'être formée par deux légions (une pour la défense de la ville et l'autre utilisée pour des campagnes militaires à l'extérieur), soit un total de 193 centuries :
- La première classe était composée de quatre-vingts centuries d'infanterie, les membres de cette classe devaient avoir un revenu de plus de 100 000 as. Elle était composée de quarante centuries de seniores et de quarante centuries de iuniores. Les seniores avaient la tâche de vérifier que personne ne s'attaque à la ville et de la défendre si cela s'avérait nécessaire (quand les iuniores étaient en exploration[24]). Les iuniores quant à eux devaient faire l'exploration[24] et le combat à l'extérieur des villes[25]. Dans le cas d'une guerre, la première classe bénéficiait d'un respect plus important que les autres classes[25],[26]. Cette classe était équipée d'un armement lourd constitué d'un casque, d'un bouclier rond (clipeus), d'une paire de cnémides et d'une armure en bronze. Leurs armes étaient le javelot, le pilum et l'épée[25],[24].
- À la première classe, Servius Tullius décida d'ajouter dix-huit centuries d'equites constituées dans la même classe que celle des centurions illustres et créée à partir des douze centuries auxquelles il faut ajouter six autres centuries (sur ce point les avis sur la création de cette unité divergent, certains pensent que c'est Servius Tullius qui la créa[27], d'autres pensent que la création date d'un sex suffragia de Tarquin l'Ancien[28]). Les centuries de cette classe bénéficiaient d'un cheval pour un coût de 10 000 as pour l'État romain et les veuves devaient payer l'entretien des equites pour un coût de 2 000 as pour chaque centurie et chaque année. Le coût a ensuite été transmis aux classes les plus riches[27]. La première classe avait deux centuries de « réserve » (une de iuniores et une de seniores car ils occupaient des catégories précises dans la classe). Elles n'étaient d'ailleurs pas armées. C'étaient des forgerons, des armuriers ou encore des ouvriers préposés à la guerre qui avaient par exemple le devoir de transporter les machines de guerre. D'autres sources mentionnent ces catégories comme faisant partie de la seconde classe[26],[20].

### La légion de la République
Lors des guerres puniques l'armée est réorganisée en manipules : la légion est alors composée de 30 manipules, chaque manipule comprend deux centuries, mais les centuries comprennent désormais 60 à 80 hommes, soit au total 4 200 hommes. Ces forces sont divisées en trois rangs légionnaires et les troupes légères : au 1er rang en ordre de bataille, on trouve les hastati — les plus jeunes, qui encaissent le choc, 1 200 hommes — au deuxième rang les principes — d'âge mûr, 1 200 h — et au 3e les triarii — les plus âgés, 600 h — et entre ces rangs ou au-devant pour les escarmouches s'intercalent les vélites — infanterie légère, plus pauvres, 1 200 h. À chaque légion est adjointe une unité de cavalerie de 10 turmes de 3 décuries, soit 300 cavaliers (30 turmes, soit 900 cavaliers, pour les légions de socii, les « alliés »). De plus, un cinquième de l'infanterie et un tiers de la cavalerie alliée formaient une réserve spéciale, les Extraordinarii, sous le commandement direct des Consuls.

### La légion à la fin de la République
À la fin du IIe siècle av. J.-C., Marius transforme l'armée romaine en armée de métier. La légion comporte alors 10 cohortes de 3 manipules (un manipule de chaque rang : triarii, principes, hastati) et 2 centuries par manipule (centurie de 100 h), soit environ 6 000 hommes (chiffre vraisemblablement rarement atteint). Des troupes légères renforcent la légion, comme les Antesignani qui remplacent les Extraordinarii disparus, ou encore des éclaireurs (speculatores ou exploratores). Cependant, l'équipement n'étant plus payé par le légionnaire, mais fourni par le consul qui levait la légion, il se standardise et devient le même pour les trois rangs ; de plus, les légionnaires étant à cette époque des engagés volontaires, il n'y a plus non plus de différence d'âge entre les centuries, qui sont homogènes et de même valeur. Sous ce siècle, on comptait près de 55 légions romaines.

### La légion sous le Haut-Empire
Durant le Haut-Empire l'effectif global de l'armée romaine est de 33 légions à partir de Septime Sévère (qui crée les Legiones I, II et III Parthica), soit entre 165 000 et 198 000 hommes. L'immense majorité des légions est cantonnée aux frontières, suivant ainsi le système de défense augustéen. Seule la Legio VII Gemina, isolée en Tarraconaise, et la II Parthica à Albe, en Italie, qui constituent ensemble les seules réserves stratégiques de l'Empire, échappent à cette règle. La légion se compose toujours de 10 cohortes de 3 manipules (triarii, principes, hastati) de 2 centuries (de 60 à 80 h). La première cohorte voit ses effectifs doubler à partir de l'empereur Vespasien. La légion comprend également divers corps comme les antesignani, lanciarii, speculatores, exploratores, singulares, ainsi qu'une cavalerie légionnaire.
Sous le Principat d'Auguste, chaque citoyen était censé accomplir un certain nombre de campagnes, Auguste fixa le nombre d'années de service à douze dans les cohortes prétoriennes et à seize dans les légions. Surtout, il réglementa les procédures de démobilisation en prévoyant une prime de retraite pour les soldats qui avaient achevé leur temps de service. Désormais, le terme de vétéran correspondait à un statut bien défini : il s'agissait du soldat démobilisé détenteur d'un certain nombre de droits et de privilèges.

### La légion sous le Bas-Empire
Sous le Bas-Empire, les effectifs évoluent.

Dioclétien modifie le nombre de soldats de chaque légion. Désormais, en sus des légions classiques (32 sous Dioclétien, car la VI Ferrata a disparu), il existe des légions d'environ 1 000 hommes. La réforme essentielle appartient cependant à Constantin. Il crée une armée de manœuvre puissante et d'un bon niveau, le comitatensis. Celle-ci contient des légions, aux effectifs changeants, mais aussi des ailes de cavalerie, ou tout simplement, des numeri, troupes sans effectif donné. À cet égard, la Notitia dignitatum donne des informations intéressantes, et entre autres le nombre respectable de 174 légions… La plupart n'ont pas un gros effectif.
D'autres troupes, dont des légions de moindre valeur, sont cantonnées dans la défense des frontières de l'Empire, les limitanei (aussi appelés Ripenses ou Riparienses milites). La légion n'est déjà plus la reine des champs de bataille, ni l'unité de base de l'armée.

## Équipement du légionnaire

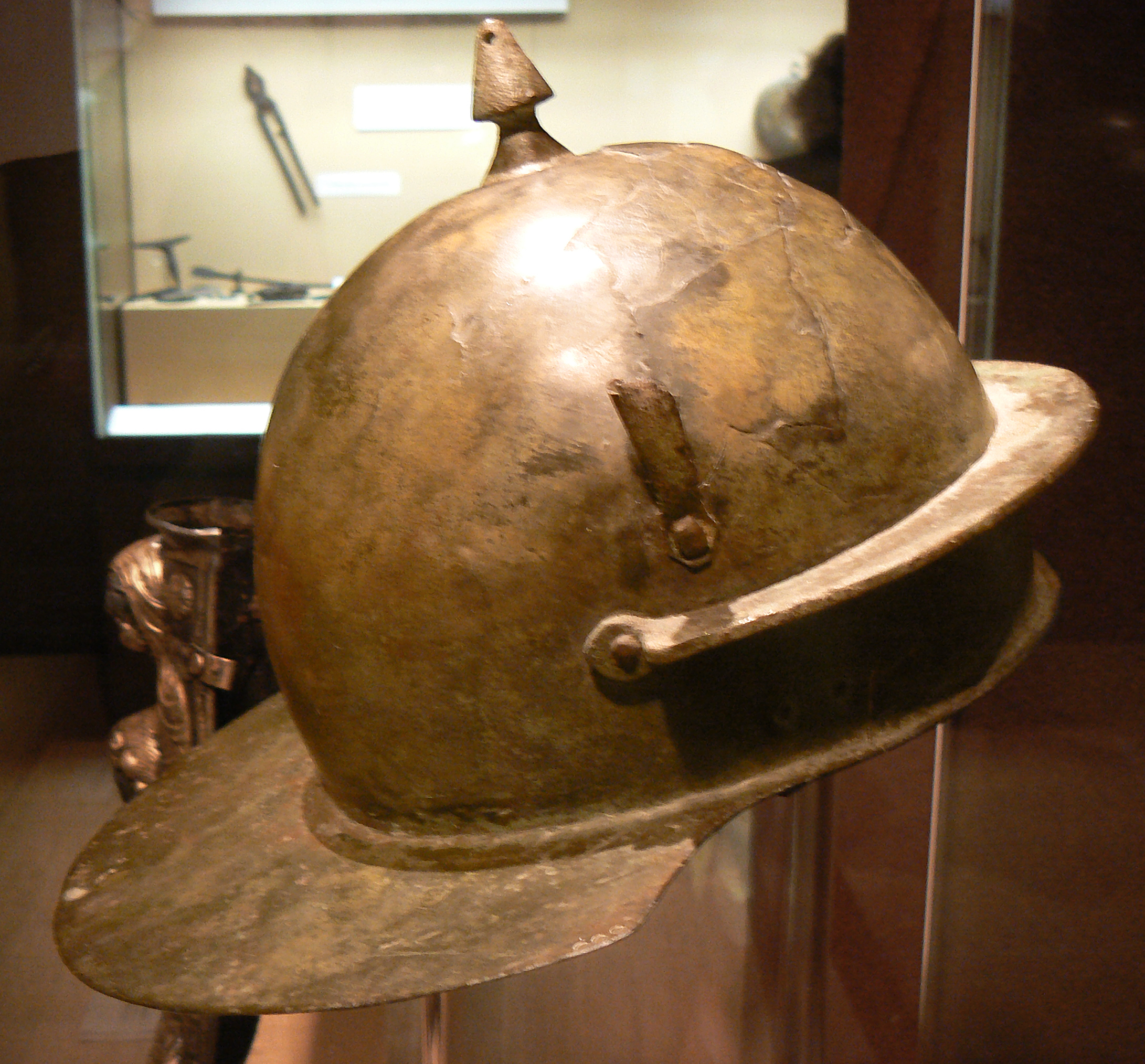
Casque de légionnaire de Drusenheim, musée historique de Haguenau.

A titre liminaire, il convient de préciser que l'équipement du légionnaire romain a évolué au cours des siècles. Il n'y a pas de notion d'uniforme dans l'armée romaine. Cependant, les légionnaires portent souvent les mêmes types de pièces d'équipement. Durant le Haut-Empire, le casque est souvent de type impérial gaulois, impérial italique ou Weisenau, en fer ou en bronze. Ces casques ont la particularité de posséder de grands couvre-nuques (là où arrive la majeure partie des coups) et des couvre-joues rehaussés sur l'arrière pour parer les coups visant la jugulaire. Les oreilles, la bouche et les yeux sont bien dégagés, le soldat peut boire et manger sans enlever le casque, dispose d'une bonne vision périphérique et entend bien les ordres. Enfin, ces casques ont en commun de disposer d'un renfort métallique au-dessus des yeux de 1 à 3 centimètres de métal plein permettant de protéger le visage d'un coup direct et de décupler la puissance d'un éventuel coup de tête. L'armure la plus répandue est la cotte de mailles, la lorica hamata, composée d'anneaux plats rivetés. On trouve aussi des lorica squamata, à écailles, et la lorica segmentata, la cuirasse segmentée. Souvent une ceinture de force, appelée fascia ventralis, servait à maintenir les reins qui devaient supporter une lourde charge.

La plus ancienne armure découverte est celle d'un légionnaire mort pendant la bataille de Teutobourg.
Le bouclier hémicylindrique (en forme de tuile), le scutum, est composé de trois épaisseurs de bois lamellé-collé, recouvert de lin collé à partir de colles animales (poisson ou bœuf), le tout cerclé de cuir cousu dans le lin et le bois. La poignée est au centre du bouclier et horizontale, protégée par un bombement métallique, l'umbo. Celui-ci pouvait servir, en reflétant la lumière du soleil, à éblouir les adversaires qui utilisaient des armes de jet, ou émettre des signaux lumineux, visible à moyenne distance. Le scutum, avant d'être une pièce défensive, est un outil offensif. Il est utilisé pour frapper les adversaires, les tenir à distance et s'utilise avant même le glaive. À l’intérieur se trouve parfois le nom du légionnaire, les numéros de cohorte et de légion étant indiqués. En ajoutant une housse de cuir au bouclier et des bretelles en laine passant dans la poignée et des trous dans la housse, le légionnaire peut porter son bouclier comme un sac à dos en faisant un nœud avec les sangles devant. Il peut alors porter ses bagages, ses sarcinæ sur une fourche en bois, la furca qu'il porte sur l'épaule, posée sur le scutum.
Le javelot lourd (pilum) a parfois un poids en plomb pour donner plus de force à l'impact.
L’armement offensif compte aussi un glaive (gladius) de 70 cm de long. La lame ne dépassait pas les 50 cm de long, elle était fine. Le légionnaire donne des coups d'estoc, pas de taille, il suffit de « piquer » l'adversaire et de faire rentrer une longueur de 4 doigts dans le corps ennemi pour provoquer des blessures mortelles. Enfin un poignard (pugio) qui est surtout une arme de parade et d'apparat. Le gladius et le pugio sont attachés sur un ceinturon, le cingulum auquel sont suspendues des lanières de cuirs terminées par des pendants et protégé par des plaques métalliques, le but étant de faire un maximum de bruit pour impressionner l'ennemi. Le glaive est porté côté droit (pour éviter de perturber la ligne de bataille ou de blesser un coéquipier en dégainant) et le pugio côté gauche par les légionnaires, et inversement pour les officiers.
Tout légionnaire porte sous son armure une tunique, la tunica, grand vêtement ample porté tout autour de la Méditerranée tant par les hommes que par les femmes et les enfants. Il porte aussi un foulard pour se protéger du cisaillement lié à l'armure dans le cou. Sur les jambes, le soldat peut porter des bandes molletières, appelées fasciæ crurales pour se protéger de tout ce qui peut piquer — animal ou végétal — et peut rajouter des jambières, les ocreæ, sortes de cnémides protégeant le tibia qui n'est pas couvert par le bouclier.
Les légionnaires marchent dans des chaussures de cuir ouvertes, les caligæ, ou fermées, les calcei. Elles ont en commun d'être cloutées pour assurer une excellente stabilité sur le sol en cas de choc avec l'ennemi. Les chaussettes en laine permettent quant à elles d'éviter les frottements.

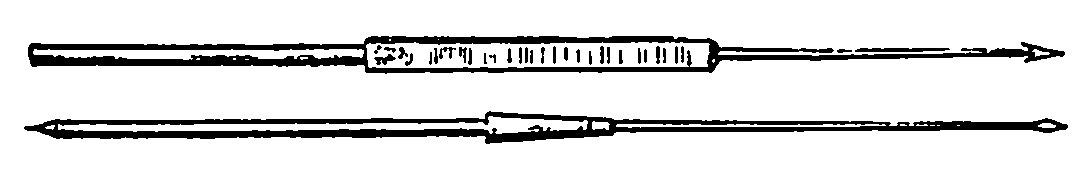

Pour se protéger de la pluie ou du froid le légionnaire peut porter un manteau, la pænula, ou un simple grand rectangle de tissu, le sagum, tous deux en laine bouillie, imperméable.
L’équipement du légionnaire de l’empire d’Occident vers 360 n'a plus grand-chose à voir avec celui de ses ancêtres. Il porte un casque simplifié dont la bombe est composée de deux calottes soudées. Les gardes-joues, appelées paragnathides, sont rattachées à la bombe par une couture en cuir et il y a aussi sur la bombe des protège-nuque. Ce type de casque est conçu pour un fantassin adoptant une position accroupie face à son ennemi, le couvre-nuque placé dans l’axe du regard lui permettant de se baisser tout en relevant suffisamment sa nuque. Il porte aussi une cotte de mailles simple qui ressemble à celle utilisée sous la république. Le bouclier ovale ou rond en bois comme l’épée longue (spatha) s’inspirent de l’armement des auxiliaires du Haut-Empire. Chaque unité a un emblème particulier (épisème). La lance remplace le javelot. Le légionnaire pouvait emporter des dards plombés (plumbata) qui, vers 300, étaient rangés à l’intérieur du bouclier dans la légion des Herculéens et dans celle des Joviens. Les braies à la mode gauloise et germanique reflètent la barbarisation de l’armée.

## Déplacements

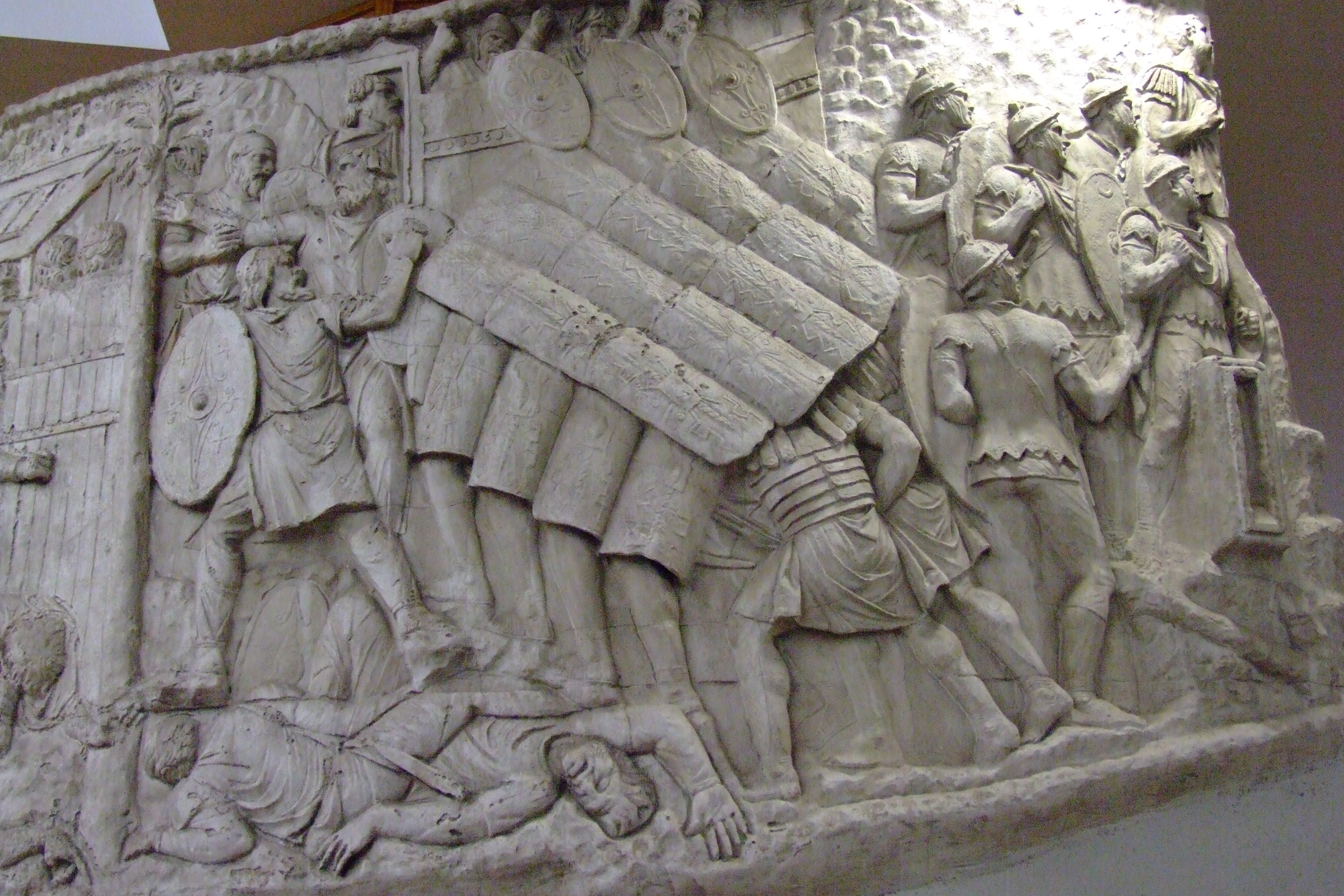
Légionnaires en formation de tortue, représentés sur la colonne Trajane.

La discipline et l’entraînement des légions se manifestent également dans ses déplacements, et notamment dans ses cadences de marche. Les légionnaires marchaient par cycles d'une heure, avec 50 minutes d'effort et 10 minutes de récupération. La cadence normale est de 5 kilomètres en 50 minutes. Cette cadence est maintenue pendant 5 à 7 heures de marche par jour. Il existe aussi une cadence accélérée à 7,2 kilomètres en 50 minutes, maintenue parfois pendant plusieurs heures (8 ou 9 exceptionnellement), en cas d’urgence (pour aller porter secours à une autre légion).
Cette rapidité de déplacement (inégalée jusqu'à la Révolution française) donne de grands avantages opérationnels à la légion romaine : elle permet de réunir deux fois plus de troupes que l'ennemi en un endroit déterminé, avant qu'il puisse réagir.
Les bagages réduisent d'un tiers cette vitesse (étape normale d'environ 20 kilomètres). Chaque soir, un camp fortifié est construit.
Sous l'Empire, cette cadence est possible grâce à un entraînement (ambulatura) ayant lieu au moins trois fois par mois, à date fixe (quel que soit le temps). Tous les militaires se chargent de tout l'équipement réglementaire (jusqu'à 40 kilogrammes) et font, via des itinéraires accidentés, une quarantaine de kilomètres, en alternant les deux cadences.

## Évolution de la légion au cours du temps

### République

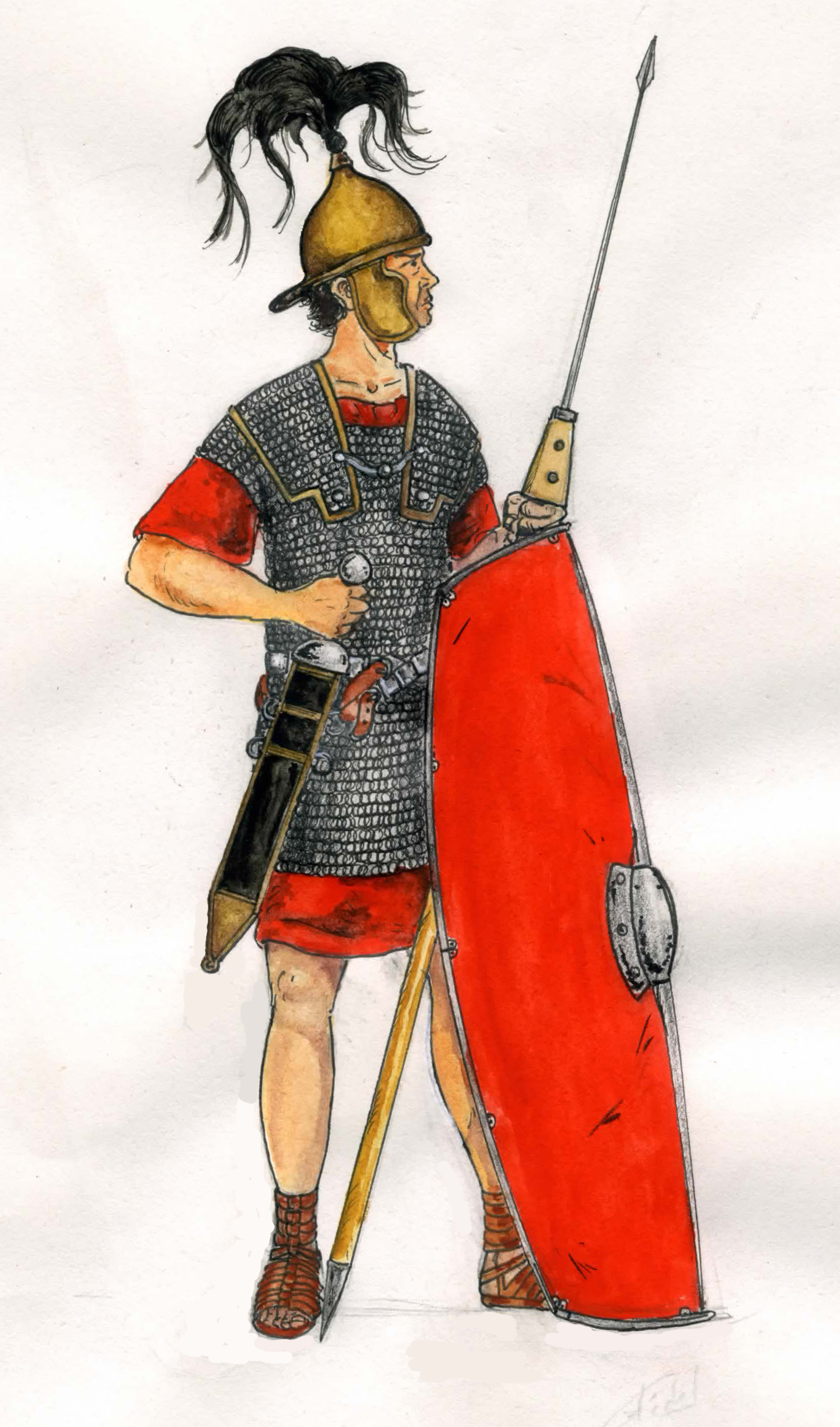
Légionnaire romain.

Sous la République, les légions sont constituées de soldats citoyens, qui quittent leurs activités ordinaires pour défendre la cité (et leurs biens propres). Pour procéder à la levée des légions, l'ensemble des citoyens romains est réuni, au printemps, sur le Champ de Mars.
Les citoyens se répartissent en 193 groupes en fonction de leur richesse, établie par le censeur lors des recensements qui avaient lieu tous les cinq ans (lustre). Les 98 premières classes censitaires sont considérées comme aisées et ont des effectifs peu élevés. Les suivantes sont constituées de paysans possédant leur terre, et plus ou moins prospères.
Le choix des citoyens devant constituer les légions est confié aux dieux, par tirage au sort. Chacune des classes censitaires évoquées plus haut doit fournir assez d'hommes pour constituer une centurie. Les classes étaient donc nommées centuries. On a donc, dans les centuries (censitaires) peu importantes numériquement de citoyens riches, une forte proportion qui est tirée au sort, pour constituer une centurie (militaire) complète. Inversement dans les centuries (groupes de citoyens) pauvres importantes numériquement, une faible proportion de la centurie (groupe de citoyens) qui est tirée au sort. Ce système se justifie de deux manières :
- d'abord, du fait que les citoyens combattent pour défendre leurs biens, les riches ont plus à défendre que les pauvres, et donc il est considéré comme normal qu'ils les défendent eux-mêmes ;
- ensuite, comme les citoyens payaient eux-mêmes leur équipement, il est plus facile à un homme aisé de parer à cette dépense. On a donc des légionnaires mieux équipés, et donc une légion plus valeureuse.

Lors du tirage au sort, chaque homme est appelé par son nom. Il sort alors des rangs, indique s'il peut ou non servir la légion cette année, donne son excuse qui est examinée immédiatement, et est acceptée ou non. Le tirage au sort continue jusqu'à ce que les légions soient au complet. Si l'on avait besoin de plus de légionnaires, on tire au sort plusieurs centuries militaires par centurie civique, en commençant par les centuries équestres et en finissant par la centurie prolétaire (qui peut fournir une centurie de moins que les autres).
Les dix-huit premières centuries fournissent la cavalerie. Les citoyens les composant sont les seuls à pouvoir fournir leur cheval. Ces centuries sont dites équestres pour cette raison.

### Effectifs de l’armée républicaine
Sous la République, en temps ordinaire, 4 légions romaines et 4 légions « alliées » (voir socii) sont levées chaque année. Pendant la deuxième guerre punique, les effectifs sont de 6 légions en 218 av. J.-C. au début de la guerre et atteignent 23 légions en 211 av. J.-C..
| Source            | Année | Effectifs                                                 |
| ----------------- | ----- | --------------------------------------------------------- |
| Tite-Live         | -311  | 4 légions                                                 |
| Festus            | -265  | 292 334 citoyens mobilisables                             |
| Polybe            | -225  | 273 000 citoyens mobilisables 294 000 alliés mobilisables |
| Polybe            | -142  | 328 442 citoyens mobilisables                             |
| Tite Live         | -218  | 6 légions                                                 |
| Tite Live         | -211  | 23 légions                                                |
| Jules César       | -50   | 11 légions en Gaule                                       |
| Appien, Plutarque | -31   | 40 à 45 légions à Auguste Octave, 31 à Marc Antoine       |

### À la fin de la République et sous l'Empire, d’Auguste à Dioclétien

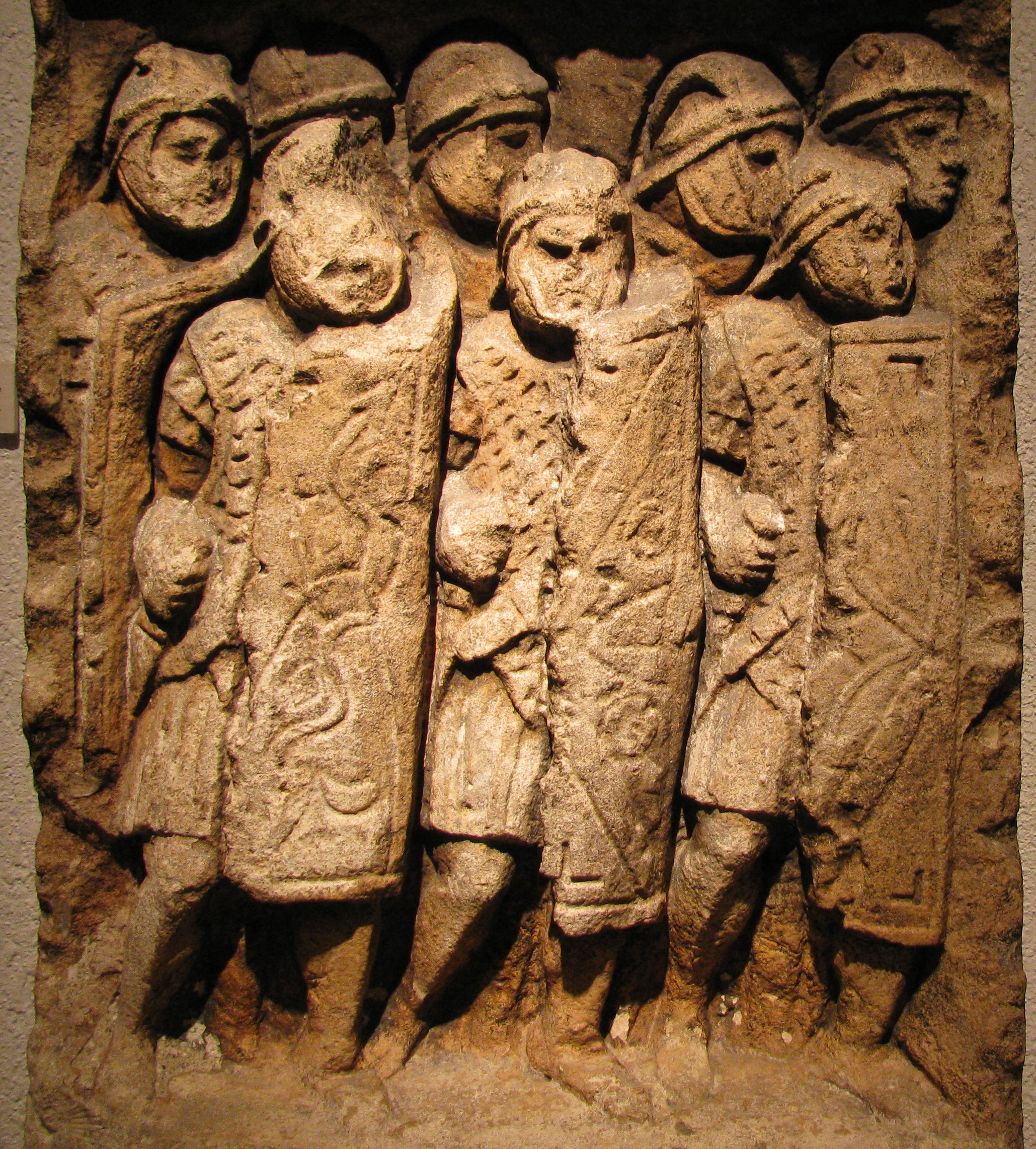
Stèle de légionnaire de Glanum, musée gallo-romain de Fourvière.

À la fin du IIe siècle av. J.-C., les campagnes militaires étant plus longues et plus lointaines et les petits propriétaires se raréfiant, les consuls lèvent des troupes parmi les pauvres et leur versent une solde. Après avoir considéré pendant longtemps que cette nouvelle forme de recrutement marque la fin de l'armée des soldats propriétaires, il s'agit plutôt de comprendre que l'armée devient un vecteur de construction de l'identité du citoyen romain par un recrutement plus diversifié qui assoit les conquêtes de la République pour mieux préparer celles de l'Empire.
| Année        | Empereur       | Nombre de légions | Effectif d’une légion |
| ------------ | -------------- | ----------------- | --------------------- |
| 30 av. J.-C. | Auguste        | 28                | 6 000                 |
| 6            | Auguste        | 28                | 6 000                 |
| 23           | Tibère         | 30                | 7 000                 |
| 83           | Domitien       | 35                | 7 000                 |
| 98           | Trajan         | 40                | 7 000                 |
| 138          | Hadrien        | 40                | 7 000                 |
| 180          | Marc Aurèle    | 40                | 6 000                 |
| 211          | Septime Sévère | 40                | 6 000                 |
| 284          | Dioclétien     | 53                | 2 700-3 000           |

L'armée romaine évolua peu jusqu'au milieu du IIIe siècle, campant sur les acquis posés par Auguste puis par Hadrien. À l'apogée de l'Empire, 350 000 hommes étaient suffisants pour couvrir une frontière de près de 10 000 km. Cet effectif, réparti en une trentaine de légions et corps auxiliaires, devait s'affairer à réduire une, voire deux forces ennemies sur une zone parfois restreinte.
Ces conceptions tactiques répondaient de plus en plus mal à l'extrême mobilité des nouveaux ennemis. Au IIIe siècle, une telle force ne suffisait plus à parer à la multiplicité des conflits qui s'ouvraient parfois simultanément sur toutes les frontières de l'Empire. Une armée composée essentiellement de fantassins, flanquée d'une cavalerie réduite, restait impuissante face à un ennemi mobile, fuyant, pratiquant la guérilla et refusant le plus longtemps possible la bataille rangée en terrain découvert. La légion de 4 500 à 6 000 hommes, telle qu'elle pouvait encore apparaître à cette date, atteignait ses limites. Ce qui faisait sa force devenait son principal handicap. Trop lourde, trop lente, l'énorme logistique qu'une légion et ses auxiliaires impliquaient la freinait dans ses opérations.

Une fois le rideau défensif (limes) forcé, plus rien ne pouvait arrêter les groupes barbares frontaliers dans leurs entreprises de pillage. La surprise, le changement brusque de direction les rendant imprévisibles, des villes entières tombèrent aux mains de l'envahisseur sans même user de poliorcétique. Certains peuples barbares ayant observé leurs adversaires romains et finirent par pratiquer les mêmes techniques de combat.

Tous ces facteurs contribuèrent en partie à rendre obsolète l'ancienne légion. À cela s'ajoutaient la crise économique, l'inflation, la lenteur des communications et l'absence de coordination en temps de guerre civile et d'invasion. Une réforme profonde de l'armée devenait indispensable[réf. nécessaire].

### L'armée deDioclétien
D’après Jean le Lydien, Sur les mois, I, 27.
| Armée de terre | Marine de guerre | Total          |
| -------------- | ---------------- | -------------- |
| 389 704 hommes | 45 562 hommes    | 435 236 hommes |

### Les armées romaines d'Orient et d'Occident d'après laNotitia dignitatum(vers 395)

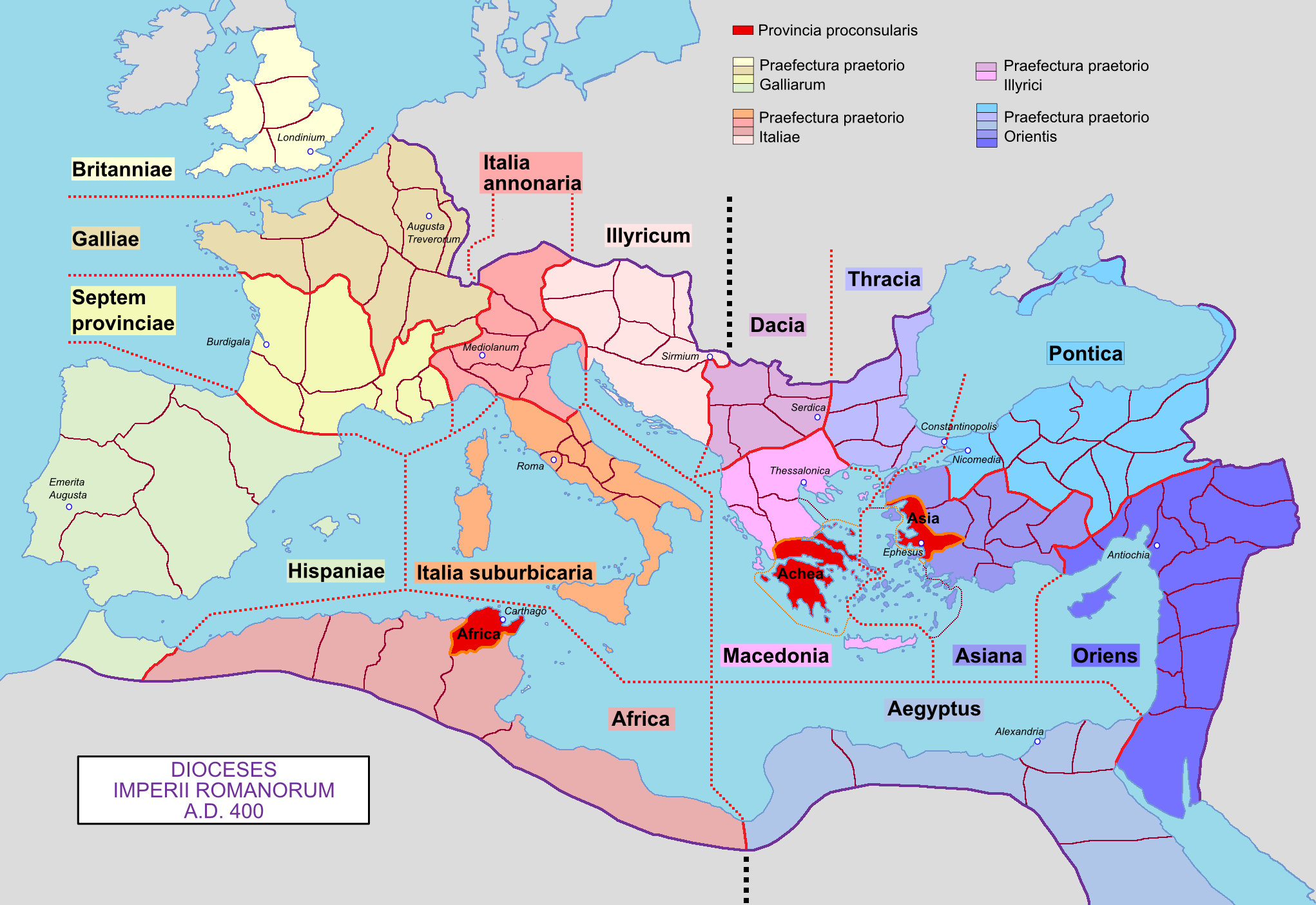
Divisions administratives de l'Empire romain en préfectures, diocèses et provinces en 395.

D’après A.H.M. Jones, The Late Roman Empire, 284–602, Vol. III, Blackwell, Oxford, 1964.
| Type d’unité                 | Type d’unité                                      | Armée d’Occident | Armée d’Orient |
| ---------------------------- | ------------------------------------------------- | ---------------- | -------------- |
| Troupes palatines            | Légions                                           | 13               | 12             |
| Troupes palatines            | Auxiliatis (infanterie)                           | 43               | 64             |
| Troupes palatines            | Vexillations (cavalerie)                          | 14               | 10             |
| Accompagnement (comitatus)   | Légions (comitatenses)                            | 38               | 33             |
| Accompagnement (comitatus)   | Légions (pseudocomitatenses)                      | 20               | 28             |
| Accompagnement (comitatus)   | Vexillations                                      | 14               | 10             |
| Garde-frontières (limitanei) | Légions                                           | 15               | 30             |
| Garde-frontières (limitanei) | Autres unités (ailes, cohortes, coins, flottiles) | 182              | 305            |

Note : ce tableau ne comprend pas les unités du comte d’Argentoratum (Strasbourg), et du duc des Libyes manquantes dans la Notitia Dignitatum.

## Listes des légions

Carte de l'Empire romain en 125, sous l'empereur Hadrien.

Voici la liste des légions de l'époque républicaine :
- Legio X Equestris / legio X (Jules César) / legio X Veneria
- Legio XII Victrix / Antiqua / Fulminata / Certa Constans / Galliena

Voici la liste des légions de l'époque du Haut-Empire :
- Legio I Adiutrix
- Legio I Germanica (48 avant notre ère à 70)
- Legio I Illyricorum
- Legio I Italica
- Legio I Minervia
- Legio I Parthica
- Legio II Adiutrix
- Legio II Augusta
- Legio II Gallica
- Legio II Italica
- Legio II Primigenia
- Legio II Parthica
- Legio II Traiana Fortis
- Legio III Augusta
- Legio III Cyrenaica
- Legio III Italica / Concordia
- Legio III Gallica
- Legio III Parthica
- Legio IV Flavia Felix
- Legio IV Macedonica
- Legio IV Scythica
- Legio IV Martia
- Legio V Alaudæ
- Legio V Macedonica
- Legio VI Ferrata
- Legio VI Victrix
- Legio VII Claudia
- Legio VII Gemina
- Legio VIII Augusta
- Legio IX Hispana / Macedonica / Triumphatrix
- Legio X Fretensis
- Legio X Gemina
- Legio XI Claudia / Claudia Pia Fidelis
- Legio XII Fulminata / Victrix / Antiqua / Certa Constans / Galliena
- Legio XIII Gemina
- Legio XIV Gemina Martia Victrix
- Legio XV Apollinaris
- Legio XV Primigenia
- Legio XVI Gallica
- Legio XVI Flavia Firma
- Legio XVII – légion anéantie lors du désastre de Varus en Germanie
- Legio XVIII – id.
- Legio XIX – id.
- Legio XX Valeria / Valeria Victrix
- Legio XXI Rapax
- Legio XXII Deiotariana
- Legio XXII Primigenia
- Legio XXX Ulpia Victrix / Pia Fidelis

## Répartition des légions romaines auIIIesiècle

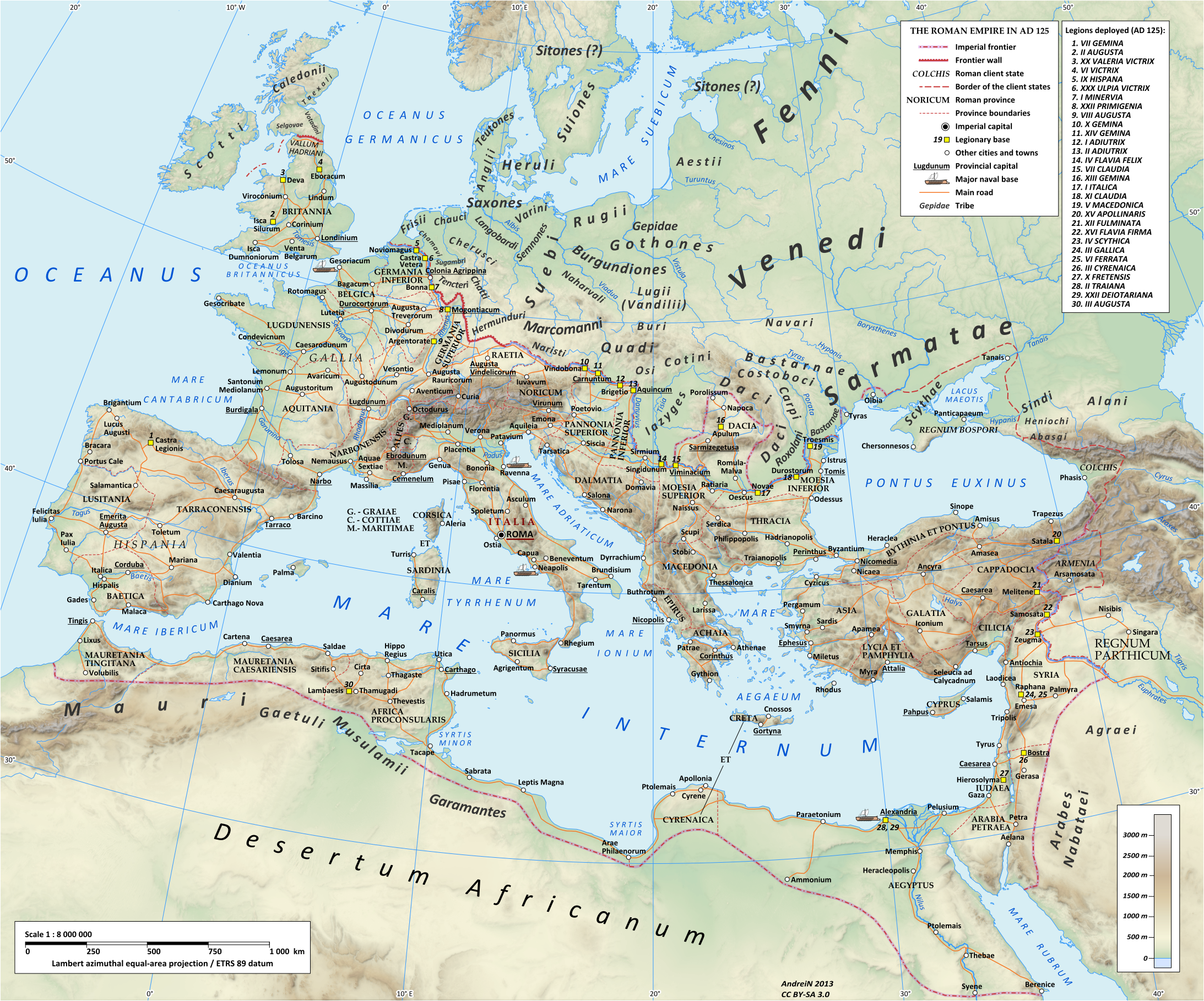
Déploiement des légions romaines de 106 avant notre ère à 271

.
| Zone         | Effectifs totaux | Nombre de légions | Provinces                     | Effectif                      |
| ------------ | ---------------- | ----------------- | ----------------------------- | ----------------------------- |
| Rhin         | 40 000 hommes    | 4 légions         | Germanie supérieure           | 2                             |
| Rhin         | 40 000 hommes    | 4 légions         | Germanie inférieure           | 2                             |
| Danube       | 130 000 hommes   | 12 légions        | Rhétie                        | 1                             |
| Danube       | 130 000 hommes   | 12 légions        | Norique                       | 1                             |
| Danube       | 130 000 hommes   | 12 légions        | Pannonie supérieure           | 3                             |
| Danube       | 130 000 hommes   | 12 légions        | Pannonie inférieure           | 1                             |
| Danube       | 130 000 hommes   | 12 légions        | Mésie supérieure              | 2                             |
| Danube       | 130 000 hommes   | 12 légions        | Mésie inférieure              | 2                             |
| Danube       | 130 000 hommes   | 12 légions        | Dacie                         | 2                             |
| Orient       | 110 000 hommes   | 10 légions        | Cappadoce                     | 2                             |
| Orient       | 110 000 hommes   | 10 légions        | Mésopotamie (Parthiques)      | 2                             |
| Orient       | 110 000 hommes   | 10 légions        | Syrie                         | 3                             |
| Orient       | 110 000 hommes   | 10 légions        | Judée                         | 2                             |
| Orient       | 110 000 hommes   | 10 légions        | Arabie                        | 1                             |
| Égypte       | 11 000 hommes    | 1 légion          | II Traiana Fortis à Nicopolis | II Traiana Fortis à Nicopolis |
| Afrique      | 11 000 hommes    | 1 légion          | III Augusta à Lambèse         | III Augusta à Lambèse         |
| Bretagne     | 30 000 hommes    | 3 légions         |                               |                               |
| Italie       | 1 200 hommes     | 1 légion          | II Parthica à Albanum         | II Parthica à Albanum         |
| Tarraconaise | 1 200 hommes     | 1 légion          | VII Gemina à Legio            | VII Gemina à Legio            |

#### Armée romaine
- Tactiques de l'infanterie romaine
- Armée romaine
  - Grades de l'armée romaine
  - Armée romaine des origines à la fin de la République
  - Armée romaine tardive

#### Unités militaires
- Garde prétorienne commandée par le préfet du prétoire
- Garde varègue développée par Byzance après la chute de l'Empire romain d'Occident
- Peuples barbares fédérés
- Troupes auxiliaires

#### Divers
- Sous l'Empire, le service militaire confère la citoyenneté romaine aux vétérans.
- Camp romain
- Décimation
- Villes fondées par des légions romaines
- Cavalerie au temps de la Rome antique